# Blackfoot grupper (Kainai divisionen)
En Kainai gruppe var en løs, hensigtsmæssig sammenslutning af forskellige familier fra blackfoot stammens Kainai - eller Blood division. (Blackfoot ordet kainai eller kai-nai betyder ”mange høvdinge”).:98  Folkene i de ret uafhængige grupper (eng. bands) fulgtes frivilligt ad over prærien i hver deres jagt på bisoner og ydede samtidig hinanden hjælp og fælles beskyttelse i gruppelejren. Kainai divisionen bevægede sig frit i blackfoot territoriet øst for Rocky Mountains sammen med stammens Piegan og Siksika (Northern Blackfoot eller Siksikawa) divisioner. Kainai grupperne lader til at have været en slags midterdivision med et kerneområde ud fra Red Deer River, Alberta, men de kom så langt sydpå som til Missouri River i Montana og nordpå næsten til North Saskatchewan River.:9 
Når alle grupperne samledes i en stor lejrcirkel under f.eks. en soldans, stillede hvert band tipierne op i en fast orden. Nordlige grupper holdt til i en speciel del af cirklens nordlige halvdel, mens den sydlige cirkelbue var forbeholdt resten.:94 
Antallet af grupper varierede som følge af f.eks. interne konflikter, der resulterede i små udbrydergrupper, og ydre trusler, der kaldte på sammenhold.:95  I historisk tid fandtes der fem hovedgrupper og op til 13 mindre grupper, der traditionelt havde en særlig tilknytning til en hovedgruppe.:98 
Folk kunne skifte gruppe for enten en kort tid eller permanent alt efter behag og personlige ambitioner. Da en gruppe især bestod af samarbejdende storfamilier, fandt ægtefæller gerne sammen på tværs af grupperne for ikke at gifte sig med en fra familien. Et nygift par slog sig ifølge konventionen ned i mandens gruppe, men intet forhindrede det modsatte, hvis gode grunde talte derfor.:95 
Opstod der tvist om gruppens lederskab efter en gammel høvdings død, kunne en sejrsikker kandidat meddele, at han flyttede sin tipi næste morgen. Alle hans støtter i gruppen ville følge efter ham til en ny lejrplads, og de ubeslutsomme tog tipien ned og fulgte med flertallet.:96 

## Kainai grupperne
Kainai divisionens fem hovedgrupper var Followers of the Buffalo, Fish Eaters og Many Tumors samt de to støtteløse grupper Black Elks og Lone Fighters.:98 
En sen og kortlivet gruppe var reservatgruppen Orphans,:96  mens en anden reservatgruppe var Crooked Backs.:99 

### Followers of the Buffalo
Den største Kainai gruppe var længe Followers of the Buffalo. Grupper, der udsprang herfra, var All Black Faces, All Small People, All Tall People, Knife Owners, Many Children, Many Fat Horses og Marrows.:98 
Followers of the Buffalo gruppens høvding Bull Back Fat stiftede fred med amerikanerne i starten af 1830erne.:99  Med hans tilladelse byggede pelskompagniet American Fur Compagny handelsstationen Fort Piegan ved sammenløbet af Marias River og Missouri River i Montana. En datter giftede sig med en af fortets handelsmænd og sikrede Bull Back Fat og hans gruppe gode forbindelser til Fort Piegan.:99  Høvdingen tillod Catlin at male sit portræt i 1832 i Fort Union, og året efter fik Bodmer lov til det samme under dennes ophold i Fort McKenzie, Montana.:504  Ved høvdingens død i 1842 ærede Followers of the Buffalo ham som en stor leder ved at danne en form for medicinhjul til hans evige minde.:53  Han efterfulgtes som høvding af sin søn med akkurat samme navn.:99 
Sidst i 1840erne fik Followers of the Buffalo konkurrence som Kainai divisionens toneangivende gruppe fra Fish Eaters og dens opadstræbende høvding Seen From Afar. Undergruppen Many Fat Horses med høvding Many Spotted Horses trak sig samtidig væk fra Followers of the Buffalo for at indtage en mere selvstændig rolle.:99  Som følge af en blodig konflikt i 1871 mellem netop Many Fat Horses og en anden undergruppe, Many Children, tog høvding Many Spottet Horses sine tilhængere helt bort fra Followers of the Buffalos indflydelse og med til sin mors gruppe, Lone Fighters. De tilbageblevne i den nu høvdingeløse gruppe sluttede sig til Many Children gruppen, og det betød i praksis enden på Many Fat Horses lejren.:102 
På et tidspunkt efter 1855 døde høvding Bull Back Fat (II), og svigersønnen Father of Many Children fik posten som høvding for Followers of the Buffalo. Dette huede ikke den afdødes nevø, der også hed Bull Back Fat, og han brød med hovedgruppen for at forme All Small People med sig selv som leder.:99  Udbrydergruppens navn skyldtes angiveligt, at Bull Back Fat (III) var den mindste høvding i hele Kainai divisionen.:100 
Followers of the Buffalos nye høvding skiftede navn fra Father of Many Children til Bad Head engang over midten af 1850erne. Han er kendt som den eneste blackfoot, der førte en vintertælling på et bisonskind.:3  Vintertællingen giver et indblik i en Kainai gruppes oplevelser og aktiviteter gennem flere årtier i 1800-tallet: Fra et talstærkt angreb på crower ved Bighorn River i 1813;:6  en periode i 1854, hvor Followers of the Buffalo måtte spise hunde for ikke at sulte;:6  og til gruppen vendte tilbage til Canada i 1880 efter at have jagtet bisoner for sidste gang i Montana, USA.:17 
Ved begyndelsen af reservatlivet i 1880 trak All Black Faces og dets høvding Day Chief sig ud af Followers of the Buffalo og indgik et karriere-orienteret samarbejde med Fish Eaters.

### Fish Eaters
Der var en særlig tilknytning mellem Fish Eaters hovedgruppen og de mindre lejre af Bear People, Hairy Shirts, Many Brown Weasels, Shooting Up samt Six Mouths.:98 
Efter at Bear People på et tidspunkt mistede deres ledere i kamp med andre blackfoots, lod det meste af undergruppen sig opsluge af modergruppen.:95  Det samme gjorde Hairy Shirts engang efter 1878.:101  I Hairy Shirts’ tid som en fri undergruppe havde den skilt sig uheldigt ud som en lejr for folk med kun hunde som trækdyr;:102  selv i 1855 fandtes der 18 familier:94  uden heste som nødtvungent måtte gøre hinanden selskab i Kainai divisionens fattigste gruppe.:101  På grund af distancen til pladsen for traktatmødet mellem blackfoot stammen og USA i 1855 deltog Hairy Shirts ikke, hæmmet i bevægelsesfriheden af manglen på heste.:248 
Engang omkring 1840 gav Fish Eaters gruppens høvding Two Suns posten videre til sin søn Seen From Afar.:97  Denne kom i en favorabel position, da hans 15 årige søster, Medicine Snake Woman (Holy Snake),:9  giftede sig med en ledende figur i American Fur Compagny, Mr. Alexander Culbertson. Når høvdingen besøgte pelskompagniets handelsstationer blev han overøst med gaver, og han gik for at være den rigeste kriger i Kainai divisionen.:96  Høvdingen trak mange familier til sig ved at behandle dårligt stillede folk i sin lejr godt, ved sin status som en anerkendt kriger samt i kraft af sin politiske tæft.:97 
Sammen med Bull Back Fat (II) fra Followers of the Buffalo underskrev Seen From Afar en traktat med USA i 1855, der anerkendte begge mænd som hovedfigurerne i Kainai divisionen.:99  Traktaten betød ikke det store i praksis, da Kainai divisionen ofte opholdt sig i det sydlige Alberta, Canada, og da også endte med at leve i et reservat der.:5 
Senere overtog Black Bear posten som Fish Eaters høvding. Efter dennes død under en koppe-epidemi i 1870 trak Red Crow sig sejrende ud som lederen af Fish Eaters i konkurrence med broderen Sheep Old Man.:96  Via Red Crows indflydelse lykkedes det i 1888 Day Chief, der sammen med sine All Black Faces tilhængere havde vendt sin tidligere hovedgruppe Followers of the Buffalo ryggen i 1880, at opnå titel af stamme- eller overhøvding.:100 

### Many Tumors
Many Tumors blev navngivet sådan af andre i Kainai divisionen, fordi gruppens medlemmer klagede over, at de mærkede noget levende bevæge sig i maven på dem.:101  Gruppens eneste støttegruppe var Scabbies.:98  Many Tumors dominerede altid den mindre lejr. Hovedgruppen endte med helt at opsluge Scabbies, da undergruppens forholdsvis uafhængige liv på den store prærie blev umuliggjort indenfor grænserne af et reservat.:101  Dog udskilte Crooked Backs sig fra Many Tumors netop i reservattiden.:99 
Af Many Tumors høvdinge huskes Medicine Calf som en stilfuld taler.:97  Endvidere gik han for at være en af stammens bedste krigere, og han var den eneste Kainai leder, der turde stå op og med ord kæmpe for, at Kainai divisionen fik så god en traktat med Canada som muligt i 1877. Hans bror, Strangling Wolf, efterfulgte ham som høvding ved hans død i 1884.:101 

### Black Elks
Black Elks var den ene af Kainai divisionens to hovedgrupper uden en undergruppe.:98  Op til reservattiden var Black Elks ledet af Eagle Head i samråd med Blackfoot Old Woman. Sidstnævnte stod i skarp opposition til lederne i Fish Eaters.:103 

### Lone Fighters
Der herskede gerne god forståelse mellem medlemmerne i Lone Fighters, der ergo ingen undergrupper havde.:98  Gruppens høvding i 1850erne og 1860erne var Calf Shirt, som nød bred anerkendelse for sine bedrifter på krigsstien.:97  Han fik en med-høvding i Many Spotted Horses i 1871, da denne brød med både sin tidligere gruppe Many Fat Horses og hovedgruppen Followers of the Buffalo.
Whisky-sælgere dræbte Calf Shirt tre år senere, og Many Spotted Horses udfyldte tomrummet efter den dræbte.:103 

## Nye og tidssvarende gruppenavne i reservatet
Op gennem 1900-tallet skiftede flere af Kainai grupperne til mere tidssvarende navne. Followers of the Buffalo blev ændret til Camp in a Bunch, mens Many Children endte med at hedde Small Robes efter en tid at have været Mules. Interfering erstattede Shooting Up, The Lone Fighters blev skiftet ud med Middle Reserve People og Knife Owners kom til at gå under navnet Blocking the Road.:104 